# Donghai
Donghai (chinesisch 东海县, Pinyin Dōnghǎi Xiàn) ist ein Kreis der bezirksfreien Stadt Lianyungang im Nordosten der chinesischen Provinz Jiangsu. Er hat eine Fläche von 2.037 km² und zählt 952.668 Einwohner (Stand: Zensus 2010).
Die Longhai-Bahn und die Schnellfahrstrecke Lianyungang–Xuzhou verbinden Donghai mit Lanzhou und Lianyungang.

## Administrative Gliederung
Auf Gemeindeebene setzt sich der Kreis aus vierzehn Großgemeinden und acht Gemeinden zusammen. 